# Vatellus drymetes
Vatellus drymetes är en skalbaggsart som beskrevs av K. B. Miller 2005. Vatellus drymetes ingår i släktet Vatellus och familjen dykare. Inga underarter finns listade i Catalogue of Life.